# Erkki Kämäräinen
Erkki Kämäräinen, född 13 juni 1897 i Sotkamo, död 14 november 1964 i Kuopio, var en skidåkare från Finland som var aktiv under 1920-talet i längdskidåkning. Han deltog vid Olympiska vinterspelen 1924 på 50 km, han bröt dock loppet.